# Дамфриз (Вирџинија)
Дамфриз (енгл. Dumfries) град је у америчкој савезној држави Вирџинија. По попису становништва из 2010. у њему је живело 4.961 становника.

## Демографија
Према попису становништва из 2010. у граду је живело 4.961 становника, што је 24 (0,5%) становника више него 2000. године.
| Група             | 2000.         | 2010.         |
| Белци             | 2.348 (47,6%) | 1.517 (30,6%) |
| Афроамериканци    | 1.741 (35,3%) | 1.740 (35,1%) |
| Азијати           | 53 (1,1%)     | 213 (4,3%)    |
| Хиспаноамериканци | 645 (13,1%)   | 1.328 (26,8%) |
| Укупно            | 4.937         | 4.961         |